# Baryceros manaosensis
Baryceros manaosensis là một loài tò vò trong họ Ichneumonidae.